# NGC 3572
NGC 3572 (również OCL 846 lub ESO 129-SC1) – gromada otwarta znajdująca się w gwiazdozbiorze Kila. Odkrył ją John Herschel 14 marca 1834 roku. Jest położona w odległości ok. 6,5 tys. lat świetlnych od Słońca.